# Kayl
Kayl (luxemburgisch Keel, für die Einwohner „Käl“) ist eine Gemeinde im Süden des Großherzogtums Luxemburg. Mit einer kleinen Spitze berührt sie die Grenze zu Frankreich. Sie gehört zum Kanton Esch an der Alzette und besteht aus den beiden Ortschaften Kayl und Tetingen (franz. Tétange, luxemb. Téiteng).

## Geschichte
Erstmals wird der Ort 1235 genannt, als Alexander von Zolver dem Differdinger Frauenstift seine vom Domherrn von St. Paulin in Trier abgekauften Güter in „Keyle“ vermacht. Der Name Kayl hat sich seit dem 13. Jahrhundert nur unwesentlich geändert, obwohl über 20 verschiedene Schreibweisen bekannt sind.

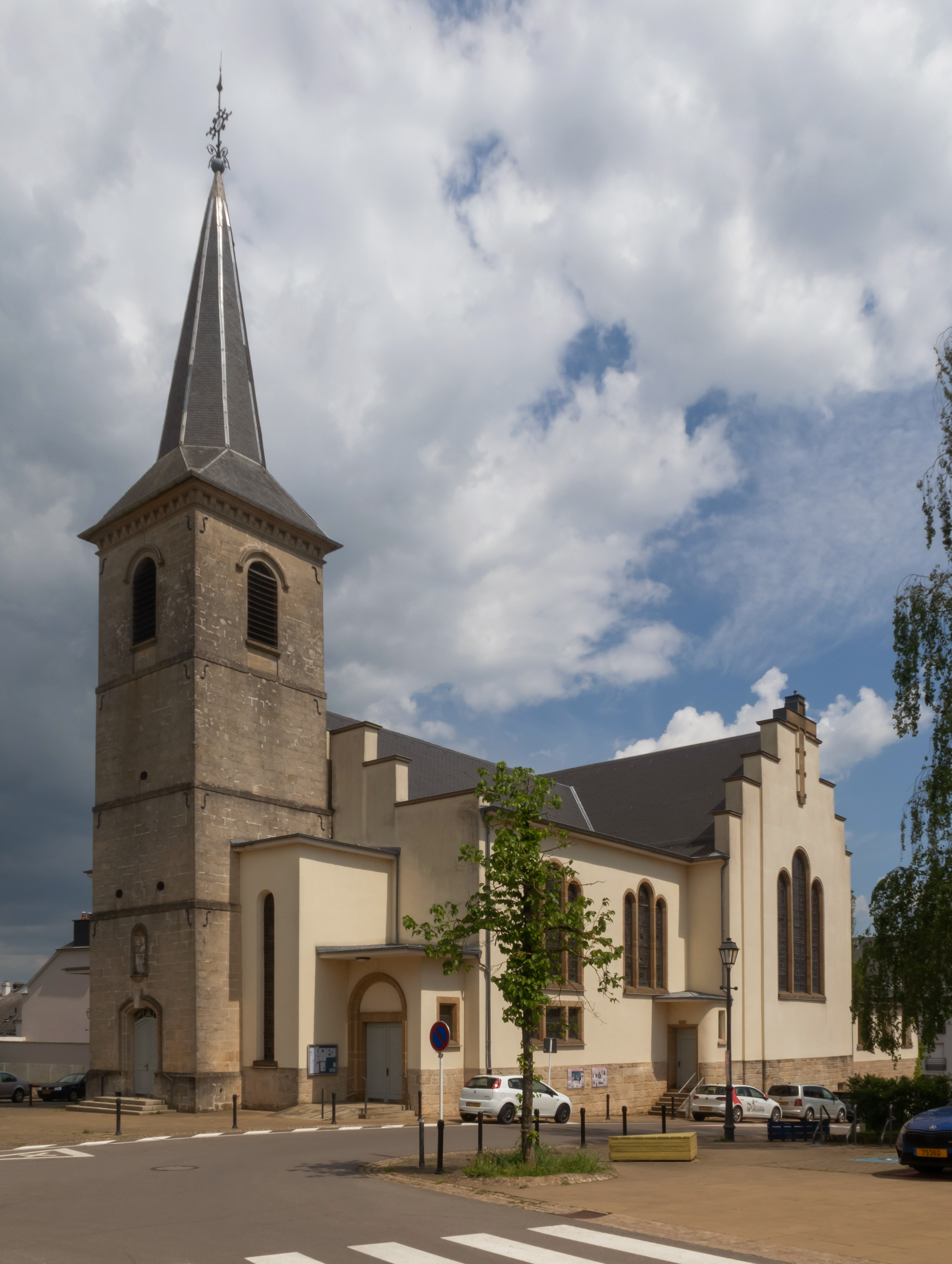
Kayl, Kirche: l’église Saint-Pierre-aux-Liens

## Söhne und Töchter der Gemeinde
- Camillo Felgen (* 1920 in Tetingen; † 2005 in Esch an der Alzette), Sänger, Texter, Rundfunk- und Fernsehmoderator
- Gilbert Schmartz (1937–2020), Radrennfahrer
- Roger Thull (* 1939 in Tetingen), Radrennfahrer
- Jos Massard (* 1944 in Tetingen), Biologe, Wissenschafts- und Medizinhistoriker sowie Politiker
- Lisa Wengler (* 1992 in Kayl), Fußballspielerin

## Gewerbe
In Kayl ist in Autobahnnähe ein Datenzentrum der Post Luxembourg angesiedelt.

## Belege
1. ↑  STATEC Luxembourg – Population par canton et commune 2015–2023 (franz.)
2. ↑  Helmut Wyrwich: Viertes Datencenter der Post in Kayl. Tageblatt. Zeitung fir Lëtzebuerg, 29. Juni 2010.